# Peter Hofmann (Handballspieler)
Peter Hofmann (* 17. Oktober 1955 in Leipzig, Deutsche Demokratische Republik) ist ein ehemaliger deutscher Handballtorwart.
Der 1,85 Meter große Torwart spielte für den SC Leipzig, ab 1990 bei der SG Wallau/Massenheim in der Bundesliga und später für die HSG Dutenhofen/Münchholzhausen in der 2. Handball-Bundesliga und für den HSC Bad Neustadt in der Regionalliga. In der Bundesliga absolvierte er 145 Einsätze. Mit 127 gehaltenen Siebenmeter-Würfen steht er auf Platz 28 der Ewigen Bundesligatabelle. (Stand: August 2008) Mit Wallau wurde er 1992 IHF-Pokalsieger, 1992 und 1993 Deutscher Meister sowie 1993 und 1994 DHB-Pokalsieger. Später half er noch gelegentlich beim HSC Bad Neustadt II aus.
Im Aufgebot der Männer-Handballnationalmannschaft der DDR spielte Hofmann bei der Weltmeisterschaft 1986, wo er mit seiner Mannschaft Dritter wurde, und bei der WM 1990, bei der er zum besten Torhüter gewählt wurde. Bei den Olympischen Spielen 1988 lief er in sechs Spielen für die DDR auf. Insgesamt bestritt er 148 Länderspiele. 1984 wurde er mit dem Vaterländischen Verdienstorden in Gold ausgezeichnet, nachdem die Nationalmannschaft ein Ersatzturnier während der boykottierten Olympischen Spiele 1984 gewonnen hatte.

## Weblink
- Peter Hofmann in der Datenbank von Olympedia.org (englisch)